# Strejken (1915)
Strejken är en svensk dramafilm från 1915 i regi av Victor Sjöström. 

## Om filmen
Filmen premiärvisades 25 september 1914 på Verdensspeilet i Kristiania. Filmen spelades in vid Svenska Biografteaterns ateljé på Lidingö med exteriörer från en fabrikslokal och Folkets Hus i Stockholm av Julius Jaenzon. 

## Roller
- Victor Sjöström – Karl Bernsson, arbetare (prologen), och Gustav Bernsson, hans son
- Alfred Lundberg – Charles Hagberg, fabriksägare
- Lilly Jacobsson – Gurli, hans dotter
- John Ekman – Boberg, arbetare
- Victor Arfvidson
- Carl Borin
- Ernst Eklund
- William Larsson
- Eric Lindholm
- Richard Lund
- Anton Gambetta Salmson